# Мишнево (Мещовский район)
Мишнево — деревня в Мещовском районе Калужской области России. Входит в состав сельского поселения «Село Серпейск».

## География
Деревня находится в центральной части Калужской области, в зоне хвойно-широколиственных лесов, в пределах Барятинско-Сухиничской равнины, на левом берегу реки Рессы, на расстоянии примерно 15 километров (по прямой) к северо-западу от города Мещовска, административного центра района. Абсолютная высота — 174 метра над уровнем моря.

### Климат
Климат характеризуется как умеренно континентальный, с тёплым летом и умеренно морозной снежной зимой. Среднегодовая многолетняя температура воздуха составляет 4 — 4,6 °С. Средняя температура воздуха самого тёплого месяца (июля) — 17,8 °C (абсолютный максимум — 39 °C); самого холодного (января) — −8,9 °C (абсолютный минимум — −48 °C). Безморозный период длится в среднем 149 дней. Среднегодовое количество атмосферных осадков составляет 650—730 мм, из которых 460 мм выпадает в период с апреля по октябрь. Снежный покров держится в течение 130—145 дней.

### Часовой пояс
Деревня Мишнево, как и вся Калужская область, находится в часовой зоне МСК (московское время). Смещение применяемого времени относительно UTC составляет +3:00.

## Население
| 2002 | 2010 |
| ---- | ---- |
| 3    | ↘0   |

### Национальный состав
Согласно результатам переписи 2002 года, в национальной структуре населения русские составляли 100 %.

## Археология
В селе Мишнево Калужской губернии был найден денежно-вещевой клад с младшей монетой, чеканенной в 867 или 869 году. В составе клада было серебряное кольцо с цепочкой из рубчатой проволоки. Г. Ф. Корзухина определила рубчатую проволоку как «западную работу».